# Estación Chimberos
Chimberos fue una estación ferroviaria correspondiente al Longitudinal Norte ubicada en la comuna de Copiapó, en la Región de Atacama, Chile. La estación fue construida como parte de la extensión de las vías entre el sistema de ferrocarriles de la estación Inca de Oro-estación Pueblo Hundido, lo que posteriormente conllevó a ser parte del Longitudinal Norte. Actualmente la estación no se encuentra en operaciones.

## Historia
La estación es originalmente parte de la extensión que unió a la estación Chulo y estación Inca de Oro, y por ende el sistema de ferrocarriles de la estación Inca de Oro-estación Pueblo Hundido con el ferrocarril Caldera-Copiapó. El proyecto originalmente comenzó a ser estudiado el 10 de junio de 1903, la enrieladura fue terminada el 20 de octubre de 1909 y fue inaugurado en 1910. Esta fue una de las dos estaciones originales construidas a través del tramo del ferrocarril. En 1922 la estación seguía en operaciones.
No existen servicios que crucen por la estación; solo queda la obra gruesa de la estación, así como un patio cercado. La estación poseía un desvío local que también servía de conexión para el triángulo de inversión; sin embargo para 2005 ya se han removido esas vías.